# Tasuiv, Bahmaci
Tasuiv (în ucraineană Тасуів) este un sat în comuna Krasne din raionul Bahmaci, regiunea Cernihiv, Ucraina.

## Demografie
Componența lingvistică a localității Tasuiv
     Ucraineană (98,48%)
     Rusă (1,52%)
Conform recensământului din 2001, majoritatea populației localității Tasuiv era vorbitoare de ucraineană (98,48%), existând în minoritate și vorbitori de rusă (1,52%).